# Maryja Papova
Maryja Uladzimiraŭna Papova (in bielorusso Марыя Уладзіміраўна Папова?; Babrujsk, 13 luglio 1994) è una cestista bielorussa.

## Carriera
Con la Bielorussia ha disputato i Giochi olimpici di Rio de Janeiro 2016, i Campionati mondiali del 2014 e cinque edizioni dei Campionati europei (2013, 2015, 2017, 2019, 2021).